# Кузьминичи (Краснинский район)
Кузьми́ничи — деревня в Краснинском районе Смоленской области России. Входит в состав Волковского сельского поселения. 
Расположена в западной части области в 25 км к северо-востоку от Красного, в 12 км южнее автодороги Р135 (Смоленск - Красный - Гусино), на берегу реки Тростянка. В 22 км севернее деревни расположена железнодорожная станция Гнёздово на линии Смоленск — Витебск.

## История
В годы Великой Отечественной войны деревня была оккупирована гитлеровскими войсками в июле 1941 года, освобождена в сентябре 1943 года.